# Клан Ньюлендс
Клан Ньюлендс (англ. — Clan Newlands, гел. — Clan Nielands) — клан Нілендс — один з кланів рівнинної частини Шотландії — Лоулендсу. На сьогодні клан Ньюлендс не має визнаного герольдами Шотландії та лордом Лева вождя, тому називається в Шотландії «кланом зброєносців».
Гасло клану: Pro Patria — За батьківщину (лат.)

## Історія клану Ньюлендс
Назва клану Ньюлендс чи Нілендс має територіальне походження. Так називались землі в баронстві Кінкардін, що мали свого шерифа, а також землі в приході Піблшир, землі в графствах Вустершир і Глостершир. Назва має англо-саксонське походження. Судячи по всьому, не тільки назва клану, але і сам клан має англо-саксонське походження. Відомий з історичних хронік Роджер де ла Невлонд (англ. — Roger de la Neulonde) з графства Кембріджшир, що згадується в рукописі «Хандрід Роллс» — повідомлення датується 1273 роком. Річард ле Невлонд (англ. — Richard le Neulond) з Кембріджширу згадується у цьому ж документі щодо цього ж року. Їх записували у цей документ з метою впорядкування податків.
На початку XVI століття прізвище Ньюлендс було поширеним в околиці Глазго та в приході Далсвінтон.
Відомі люди з клану Ньюлендс: Джаспер Ньюлендс з документів 1469 року, з місцевості Лінлітго відомий Дункан Ньюлендс, що був державним службовцем з титулом Бейлі у 1493 році. У тому ж місті Лінлітго жив Пітер Ньюлендс, що був свідком у грамоті на володіння землею датованою 1537 роком. Кентігерн Ньюлендс згадується як свідок у документах датованих 1542 роком.
У 1573 році Джон Ньюлендс та Грейс Семпсон отримали дозвіл на шлюб в Лондоні.
Вільям Ньюлендс та Мері Спратт одружилися в церкві Сент-Джеймс в Клеркенвелл у 1670 році.
У 1675 році Джонета Ньюлендс успадкувала землі в баронстві Монкланд.
Роберт Ньюлендс був майстром і громадянином міста Единбург у 1726 році.